# Georges Brassens
Georges Brassens (Sète, 1921. október 22. – Saint-Gély-du-Fesc, 1981. október 29.) francia sanzonénekes, szövegíró és zeneszerző.
Több mint kétszáz, közismert francia dal szerzője – többek között a Chanson pour l'Auvergnat, La Mauvaise Réputation, Le Gorille, Les Amoureux des bancs publics, Les Copains d'abord, Supplique pour être enterré à la plage de Sète, Les Trompettes de la renommée daloké -, költeményeit túlnyomórészt egyedül, gitár kísérettel adta elő. Saját dalszövegein túl olyan francia költők szerzeményeit is dalba foglalta, mint François Villon, Victor Hugo, Paul Verlaine, Paul Fort, Antoine Pol, vagy Louis Aragon.
1967-ben megkapta a Grand prix de poésie de l'Académie française–t (Francia Akadémiai költészeti nagydíj).

## Életpályája
Georges Brassens 1921. október 22-én született Cette kikötővárosának egy közkedvelt negyedében (a város neve csak 1928-tól írandó mai Sète formájában, ami változtatásra a Jeanne Martin című dalában ő maga is hivatkozik). A szülői házban édesanyjával (Elvira, született Dagrosa, 1887-1962), édesapjával (Jean-Louis, 1881-1965, kőműves, mint ahogy szülei is azok voltak), féltestvér nővérével (Simone Compte, 1912-1994, édesanyja első házasságából született), és apai nagyszüleivel (Jules és Marguerite, született Josserand, Castelnaudary-i származású lakosok) élt együtt.
Anyja, akinek szülei Marsico Nouvo-ból, Dél-Olaszország Basilicata régiójából származtak, hitbuzgó katolikus volt. Első házasságában megözvegyült (Alphonse Compte, 1881-1914, mesterségét tekintve kádár, a fronton életét vesztette október 28-án), majd 1919-ben hozzáment Jean-Louis Brassens kőműves vállalkozóhoz. Jean-Louis egy békés természetű, jószívű, szabadgondolkodó, antiklerikalista, és mindent összevetve nagy szellemi függetlenséggel megáldott lélek. E két teljesen különböző jellemű embert egyvalami köti össze: a zenei ízlés. Különben mindenki énekel a családi házban, az otthoni fonográfon olyan előadók lemezei forognak, mint Mireille, Jean Nohain, Tino Rossi, vagy Ray Ventura et ses Collégiens.

### Az 1930-as évek: Sète
Édesanyja kívánságára a négy éves Georges-ot a Saint-Vincent apácák katolikus intézetében kezdik taníttatni. Két évvel később kiveszik, hogy a helyi általános iskolába tegyék át, édesapja kívánsága szerint. 12 éves korában középiskolába kerül. Georges a legkevésbé sem volt szorgalmas diáknak mondható, a barátai leginkább óra alatti álmodozónak jellemezték. Iskola után zömében játékkal, bunyózással és tengeri strandolással ütötte el az időt. Hogy az ellenőrzője valamelyest szebb képet mutasson, anyja nem engedi tovább zenét tanulni, így aztán nem sok fogalma lesz a szolfézsról, ám ez sem akadályozza legelső költeményeihez készült kisebb dalocskák írogatásában.

#### Alphonse Bonnafé
1936-ban, franciatanára, Alphonse Bonnafé, alias „a Boxoló” jóvoltából érdeklődni kezd a költészet iránt. A kamasz fiú olyannyira felbátorodik, hogy néhány költeményét tanárának is megmutatja, aki vigyázva, nehogy elbátortalanítsa az ifjút, verselési mód és rímek tekintetében szigorúbb igényességet tanácsol. A költészethez és a korabeli popzenéhez adódik hozzá szenvedélye az Amerikából érkező új ritmusok, egész pontosan a jazz felé, amit a rádión hallgat. Franciaországban Charles Trenet képvisel mindent, amit Georges szeret, így példaképpé válik számára.
„Huligánok voltunk, és költőket kezdtünk szeretni. […] És aztán, ennek a tanárnak köszönhetően, valami igazán jelentős dolog felé kezdtem megnyílni: költővé akartam válni…”

#### Mauvaise réputation (Rossz hírnév)
A költészet iránt növekvő érdeklődése ellenére nem szűnik meg a kedve, hogy „kitombolja magát”. 1938 tavaszán, 16 évesen egy kellemetlen kalandba keveredik. Némi plusz zsebpénz megszerzésének céljából néhány társával kisebb lopásokat követnek el, amiknek főként a közeli ismerősök esnek áldozatul. Georges a maga részéről nővére egy gyűrűjét és karkötőjét cseni el. Ezek az ismétlődő lopások riadalmat keltenek a városban, majd amikor a rendőrség végül elfogja a tetteseket, az ügy botrányt robbant. Jean-Louis elnézően egyetlen szemrehányással sem illeti fiát, amikor érte megy a rendőrségi őrszobára. Hogy apja hozzáállásáért érzett tiszteletét kifejezze, Georges dalt ír Les Quatre Bacheliers (A négy bakkalaureus) címmel. „De én csak egy eltévedt gyerek vagyok […] szerencséje van, hogy, szemérmetlenül, efféle apát kapott.” Édesapjára való tekintettel e dalt csak annak halála után adja elő.
„Azt hiszem, ezzel egy olyan leckét adott, ami által elgondolkozhattam saját magamon: megpróbáltam hát elnyerni a saját önbecsülésem. […] Igyekeztem, azzal a rendelkezésemre álló kevéssel, apámra hasonlítani. Hangsúlyozom: igyekeztem…”
Az ő részéről ez a kellemetlen história 1939-ben felfüggesztett börtönbüntetés ítéletével zárult. Nem tér vissza a középiskolába, a teljes nyarat is otthon tölti, a külvilágtól elzárva, és bajuszt növeszt. Szeptember 3-án Franciaország és Nagy-Britannia hadat üzen Németországnak. Válhatna Georges-ból kőműves, hogy apja mellett dolgozzon, de hiába, nem elégszik meg ezzel a kilátással. Meggyőzi a szüleit, hogy hagyják szerencsét próbálni Párizsban, miután Sète-béli hírnevét így elcsúfította ez a kínos ügy.

## Művészete
Georges Brassens a költői sanzon (=chanson à texte) egyik igen különleges egyénisége. Egyszerre volt előadó, szövegíró és zeneszerző. Az ő sanzonjaiban a szöveg és a dallam egyformán fontos. Nagy műgonddal komponált, különféle stílusrétegeket kevert ravaszul. Sokan kívülről dúdolták, énekelgették sanzonjainak dallamát és szövegét. Az 1960-70-es években  értelmiségi körökben is népszerűek voltak populáris, konformista és nonkoformista sanzonjai. Brassens sanzonjai – mint ez a műfaj általában – minden francia embert, a legegyszerűbbeket is megszólította, a mindenki által átélt és átélhető történelmi és személyes eseményekről és érzelmekről szólt, mintegy nemzeti összetartó ereje volt. A legendás párizsi Bobino-ban, a francia sanzon valamikori fellegvárában Georges Brassens mindig telt ház előtt játszott, a rádióadások is erősen népszerűsítették dalait, lemezei nagy példányszámban keltek el. 
Brassens portréja is igen jellegzetes volt, plakátokon, albumokon, lemezborítókon is gyakran megjelenítették: erőteljes szemöldök, dús bajusz, dús rövid göndör haj, s szájában az elmaradhatatlan pipa. 1973-ban sikeres életrajzi kötetet írt róla Ramón Chao spanyol író.
A Bobino szellemileg igényesebbnek tartotta magát a költői ihletésű és intellektuális szövegek előadása terén riválisánál, az Olympiánál, amelynek színpadán szerintük már csak biztosan befutott, népszerű dalokat adtak elő. Az Olympia kétezer férőhelyes koncerttermében is nagy sikere volt Georges Brassensnek éppen úgy, mint a korábbi és kortárs híres sanzon-énekeseknek (Gilbert Bécaud, Charles Aznavour, Édith Piaf, Charles Trenet, Yves Montand...).
Mind a Bobino, mind az Olympia utolsó nagy fénykora az 1960-70-es évekre esik.

## Legismertebb sanzonjaiból

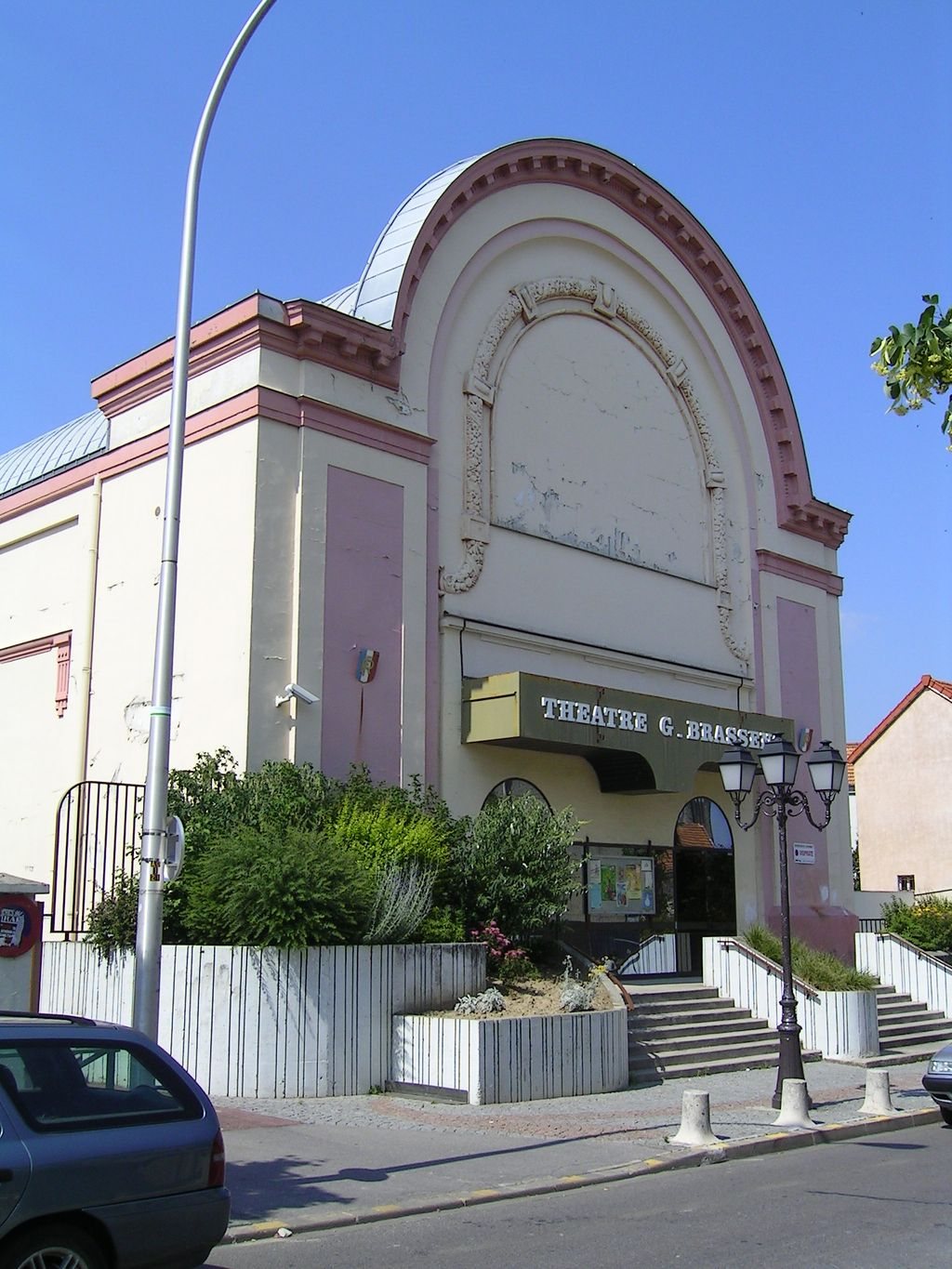
Georges Brassens Színház napjainkban

### Harmadik lemezének (1955) sanzonjai
- Chanson pour l'Auvergnat[10] (=Sanzon a lenézett szegényekért)
- Les sabots d'Hélene
- Marinette
- Une jolie fleur (=Egy csinos virág)
- La légende de la nonne (Victor Hugo versének megzenésítése)
- Colombine (Paul Verlaine versének megzenésítése)
- Aupres de mon arbre
- Gastibelza (Victor Hugo versének megzenésítése)
- Le testament
- La Prière (Francis Jammes versének megzenésítése)
- Le nombril des femmes d'agents
- Les croquants (=a szegény parasztok)

### Kilencedik lemezének (1966) sanzonjai
A IX. lemez minden dalának szövege és zenéje Georges Brassens szerzeménye
- Supplique pour être enterré à la plage de Sète
- Le Fantôme
- La Fessée
- Le Pluriel
- Les Quatre Bacheliers
- Le Bulletin de santé
- La Non-demande en mariage
- Le Grand Chêne
- Concurrence déloyale
- L'Épave
- Le Moyenâgeux